# Phrynobatrachus perpalmatus
Phrynobatrachus perpalmatus là một loài ếch trong họ Petropedetidae.
Nó được tìm thấy ở Cộng hòa Dân chủ Congo, Malawi, Mozambique, Sudan, Tanzania, Zambia, có thể cả Burundi, và có thể cả Zimbabwe.
Các môi trường sống tự nhiên của chúng là các khu rừng ẩm ướt đất thấp nhiệt đới hoặc cận nhiệt đới, xavan khô, xavan ẩm, vùng đất ẩm có cây bụi nhiệt đới hoặc cận nhiệt đới, đồng cỏ nhiệt đới hoặc cận nhiệt đới vùng ngập nước hoặc lụt theo mùa, đầm nước, đầm nước ngọt, đầm nước ngọt có nước theo mùa, đất canh tác, vùng đồng cỏ, các đồn điền, vườn nông thôn, các khu rừng trước đây bị suy thoái nặng nề, ao, đất nông nghiệp có lụt theo mùa, và kênh đào và mương rãnh.